# 解決!チョコプラ即興劇場
『解決!チョコプラ即興劇場』（かいけつ!チョコプラそっきょうげきじょう）は、読売テレビで放送されているお笑いバラエティ番組。第4弾までは『チョコプラ修羅場劇場』（チョコプラしゅらばげきじょう）のタイトルだった。

## 出演者
MC
- チョコレートプラネット（長田庄平・松尾駿） - 劇団員としてコントに参戦することがある。

## 放送リスト
| 放送回数 | 放送日         | 時間         | アクター芸人 | パネラー | 備考 |
| -------- | -------------- | ------------ | ------------ | -------- | ---- |
| 1        | 2020年12月10日 | 23:59 - 0:54 |              |          |      |
| 2        | 2020年12月17日 | 23:59 - 0:54 |              |          |      |
| 3        | 2021年3月18日  | 23:59 - 0:54 |              |          |      |
| 4        | 2021年3月26日  | 0:29 - 1:24  |              |          |      |
| 5        | 2021年12月30日 | 23:59 - 0:54 |              |          |      |

## スタッフ
- ナレーター - 杉本るみ
- 演出 - 前川コーファン、篠崎友和
- ディレクター - 江連頼久、片野慎吾（片野→第5回）
- 構成 - 堀江利幸、竹村武司、渡部隆太
- SW・TD - 遠山眞史（第1,2回はSWのみ）
- カメラ - 市川眞法（第3回-）
- 音声 - 宮川康一
- VE - 吉村裕翔
- 照明 - 江川斉
- 編集 - 加納敏行（第5回）
- MA - 船木拓也（第1,3回-）
- 音効 - 山本達也
- 美術 - 山本真平（読売テレビ）
- 美術プロデューサー - 永田勝明（フジアール）
- アートコーディネーター(第3回-) - 武田方征（フジアール、第5回）
- スタッフ協力 - ビーオネスト、フジアール
- 協力 - 東京オフラインセンター（第3回-、第1,2回は技術協力）、Zeta（第3回-）、リベラス（第5回）
- 宣伝 - 森脇征大・森井亜季（読売テレビ、共に第5回）
- デスク - 野月智恵（読売テレビ）
- 制作スタッフ - 冨田祐子、石嶌紅葉、高橋由佳、清水貴明（石嶌・高橋・清水→第5回）
- キャスティング - 根岸美弥子（ビーオネスト）
- アシスタントプロデューサー - 邵東方（吉本興業）、成田早紀（UNITED PRODUCTIONS）、今村真乃美（共に第5回）
- 協力プロダクション - UNITED PRODUCTIONS、全力カンパニー
- 制作協力 - 吉本興業
- プロデューサー - 遠藤慎也（読売テレビ、第5回）、嶋和也（吉本興業）、高木大輔（UNITED PRODUCTIONS）
- チーフプロデューサー - 小野寺将史（読売テレビ、第5回）
- 製作著作 - 読売テレビ

### 過去のスタッフ
- ディレクター - 原田浩司（第1,2回）、内山真吾（第1-4回）
- 構成 - 宮地ケンスケ、赤松新（共に第1-4回）
- カメラ - 千葉譲司（第1,2回）
- 編集 - 佐藤貴之（第1-4回）
- MA - 元木綾美（第2回）
- 美術制作 - 渡部哲也（フジアール、第1,2回）
- アートコーディネーター(第3回-) - 高田修司（フジアール、第3,4回）
- 協力 - JOYSOUND（第3回）
- 宣伝 - 斉藤渉・吉井智也（読売テレビ、共に第1-4回）
- 制作スタッフ - 内田有咲、牛田実里（共に第1-4回）、若松勇斗（第3,4回）
- アシスタントプロデューサー - 香西大輝（吉本興業、第1-4回）、伊藤睦（UNITED PRODUCTIONS、第1,2回）、小林未来（UNITED PRODUCTIONS、第3,4回）
- プロデューサー - 田渕草人（読売テレビ、第3,4回、第1,2回は演出兼務）、田村裕行（UNITED PRODUCTIONS、第3,4回）
- チーフプロデューサー - 勝田恒次（読売テレビ、第1-4回）